# Wolfgang Unzicker
Wolfgang Unzicker (26 de junio de 1925 - 20 de abril de 2006) fue uno de los más fuertes del ajedrez alemán desde 1945 hasta aproximadamente 1970. 
Unzicker nació en Pirmasens, una pequeña ciudad cerca de Kaiserslautern, en la provincia de Renania-Palatinado. Su hermano, de cuatro años de edad, también fue un jugador de ajedrez, pero fue asesinado en la Segunda Guerra Mundial. 
Él decidió no hacer el ajedrez su profesión, sino el derecho (leyes). Unzicker fue el más fuerte ajedrecista mundial aficionado, por eso el campeón del Mundo Anatoly Karpov le llamó el "campeón del mundo de los aficionados".
Unzicker comenzó a jugar torneos en el extranjero en 1948, Alemania se esfuerza por reconstruir después de la guerra, y logró el título de gran maestro en 1954. 
Ganó el campeonato alemán seis veces entre 1948 y 1963, y empatado por primera vez en 1965. 
Desde 1950 a 1978 desempeñó Unzicker en doce Olimpíadas de ajedrez, y por primera vez junta en diez de ellos. 
Jugó casi 400 veces en representación de la selección nacional de Alemania. 
Durante muchos años fue asesor jurídico de la Asociación Alemana de Ajedrez.
Su torneo victorias incluyen empate en el primer lugar (+6 = 9), contra Boris Spassky en Sochi en 1965, primer lugar en Maribor 1967 por delante de Samuel Reshevsky, en primer lugar en Krems, y la primera en Ámsterdam 1980 vinculada con Hans Ree. En 1950, Unzicker compartió el premio a la mejor puntuación superior a bordo (+9 = 4 -1) con Miguel Najdorf por su actuación en la primera junta para el equipo de Alemania Occidental en la Olimpiada de Ajedrez de Dubrovnik. 
En Tel Aviv, la Olimpiada de Ajedrez 1964, Unzicker anotó 13.5 puntos jugando a la primera placa de Alemania Occidental equipo que ganó la medalla de bronce con la fuerza de un equipo (3:1) victoria sobre la Unión Soviética.
Unzicker también compartió el cuarto lugar (14 +2 = -1) con Lajos Portisch, en la Copa Piatigorsky de 1966 en Santa Mónica, California. 
Sólo Boris Spassky, Bobby Fischer, y Bent Larsen acabaron por delante de Unzicker. Unzicker en la tabla de clasificación antes del campeón del mundo Tigran Petrosian, Samuel Reshevsky, Miguel Najdorf, Borislav Ivkov, y Hein Donner. En Hastings 1969-1970, Unzicker terminó segundo (+4 = 5) después de Lajos Portisch y por delante de Svetozar Gligorić y el excampeón mundial Vasili Smyslov. Unzicker terminó segundo (+3 = 7 -2) a Viktor Korchnoi en Sudáfrica 1979.
Unzicker tenía un estilo de ajedrez clásico que sigue el modelo del jugador y teórico alemán Siegbert Tarrasch. 
Un juez jubilado, que se sigue desempeñando como primer tablero de ajedrez en el club "Tarrasch Munich". Wolfgang Unzicker falleció el 20 de abril de 2006, a la edad de 80, durante un viaje de vacaciones a Albufeira, Portugal.